# Йолли, Юлиус (юрист)
Юлиус Август Исаак Йолли (нем. Julius August Isaak Jolly; 21 февраля 1823, Мангейм — 14 октября 1891, Карлсруэ) — германский юрист и политик. Сын мангеймского бургомистра в 1836—1849 Людвига Йолли (собственно Луи Жолли, эмигранта из Франции), брат Филиппа фон Йолли.

## Биография
Изучал право в университетах Бонна, Берлина и Лейпцига. С 1847 приват-доцент, с 1857 профессор в Гейдельберге. С 1861 занимал различные должности в правительстве Великого Герцогства Баденского, в 1868—1876 премьер-министр, вместе с Францем фон Роггенбахом выступал за объединение Германии. 
Когда баденское правительство в 1865 примкнуло к союзу среднегерманских государств, Йолли вышел из министерства, но после победы Пруссии над Австрией (1866) стал министром внутренних дел, а в 1868 — первым министром.
Способствовал соглашению Бадена с Северо-Германским союзом и основанию Германской империи. Много поработал и над внутренним переустройством Бадена в духе либеральных реформ. В 1876 Йолли вышел из министерства и был назначен президентом государственной контрольной палаты.